# Taufkirchen (Erding)
Taufkirchen (ufficialmente Taufkirchen (Vils)) è un comune tedesco di 8 912 abitanti, situato nel land della Baviera. È bagnato dal fiume Vils.